# Xalet de les Airasses
El Xalet de les Airasses és un antic refugi de muntanya de la Mussara (Vilaplana, el Baix Camp), actualment en ruïnes, i protegit com a Bé Cultural d'Interès Local.

## Descripció
Edifici totalment quadrat d'una sola planta, ocupa una extensió aproximada d'uns 40 m2 i té una alçada aproximada de 2,50 m. Les parets són fetes de pedra i en cada un dels quatre angles hi ha un contrafort de pedra que falca l'estructura. L'edifici està dividit en dues estances. L'entrada era a la paret del cantó de ponent i tenia tres finestrals en cada una de les cares, la coberta ha desaparegut.

## Història
Fet construir per Ciríac Bonet, el cedí tot seguit al Centre Excursionista de Catalunya (com feu més tard amb el refugi de Siurana que avui porta el seu nom) per a utilitzar-lo com a refugi de muntanya. Fou inaugurat el 14 de novembre de 1926. L'arquitecte fou el reusenc Domènech Sugranyes i Gras. El responsable de les claus i la seva conservació era l'alcalde de la Mussara, quan el poble restà abandonat començà una ràpida degradació igual que la resta del poble.

## Referències

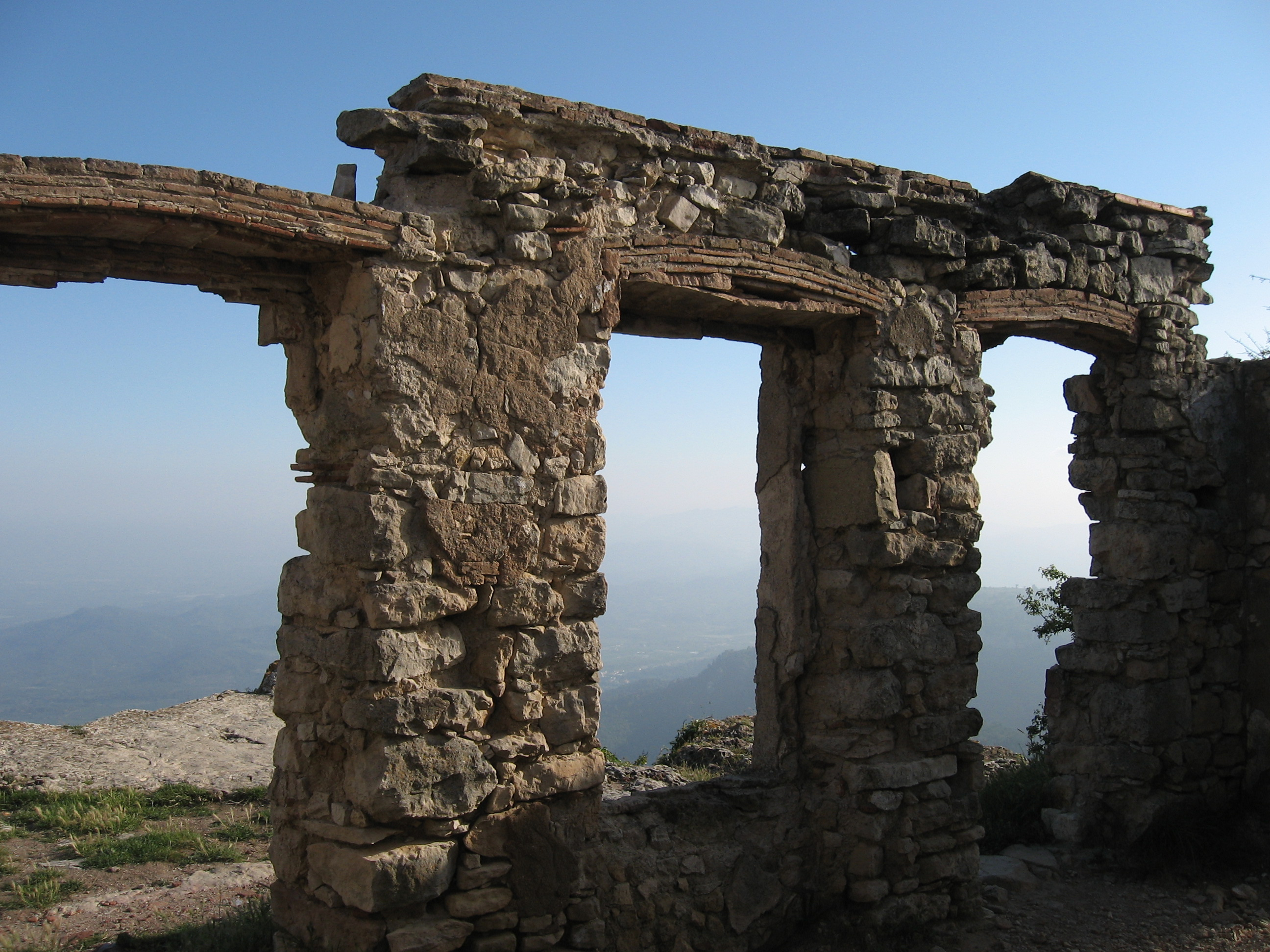
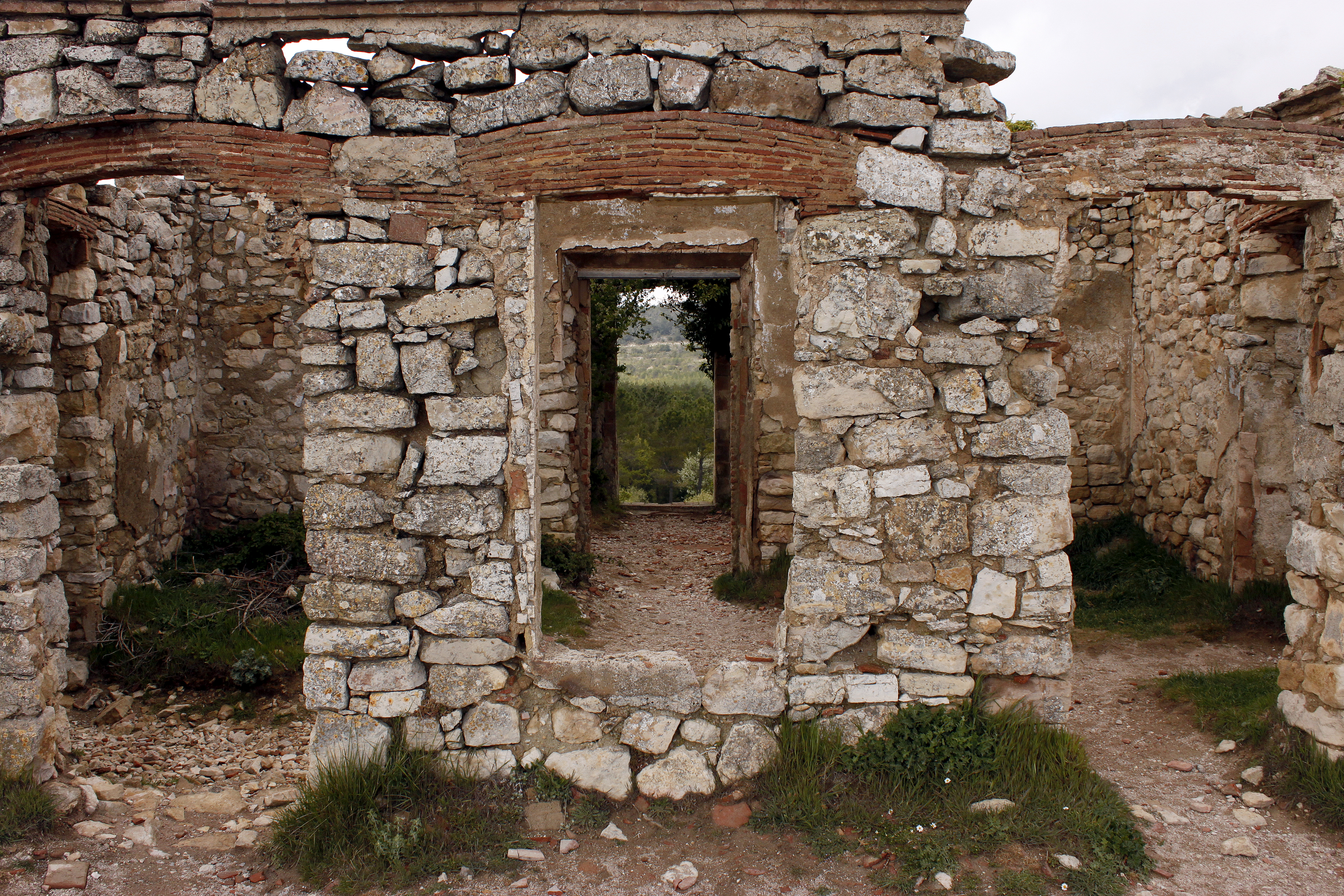
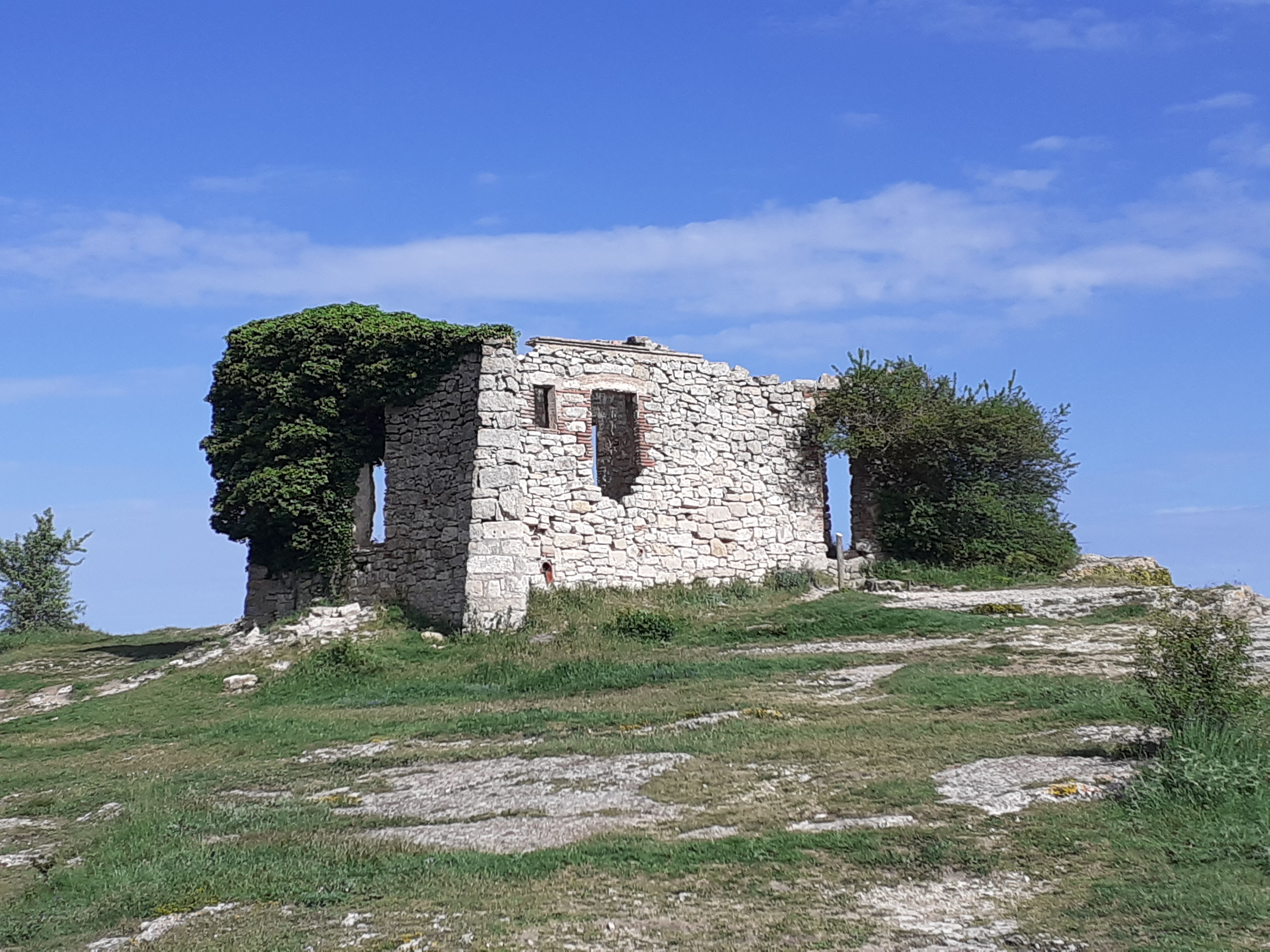
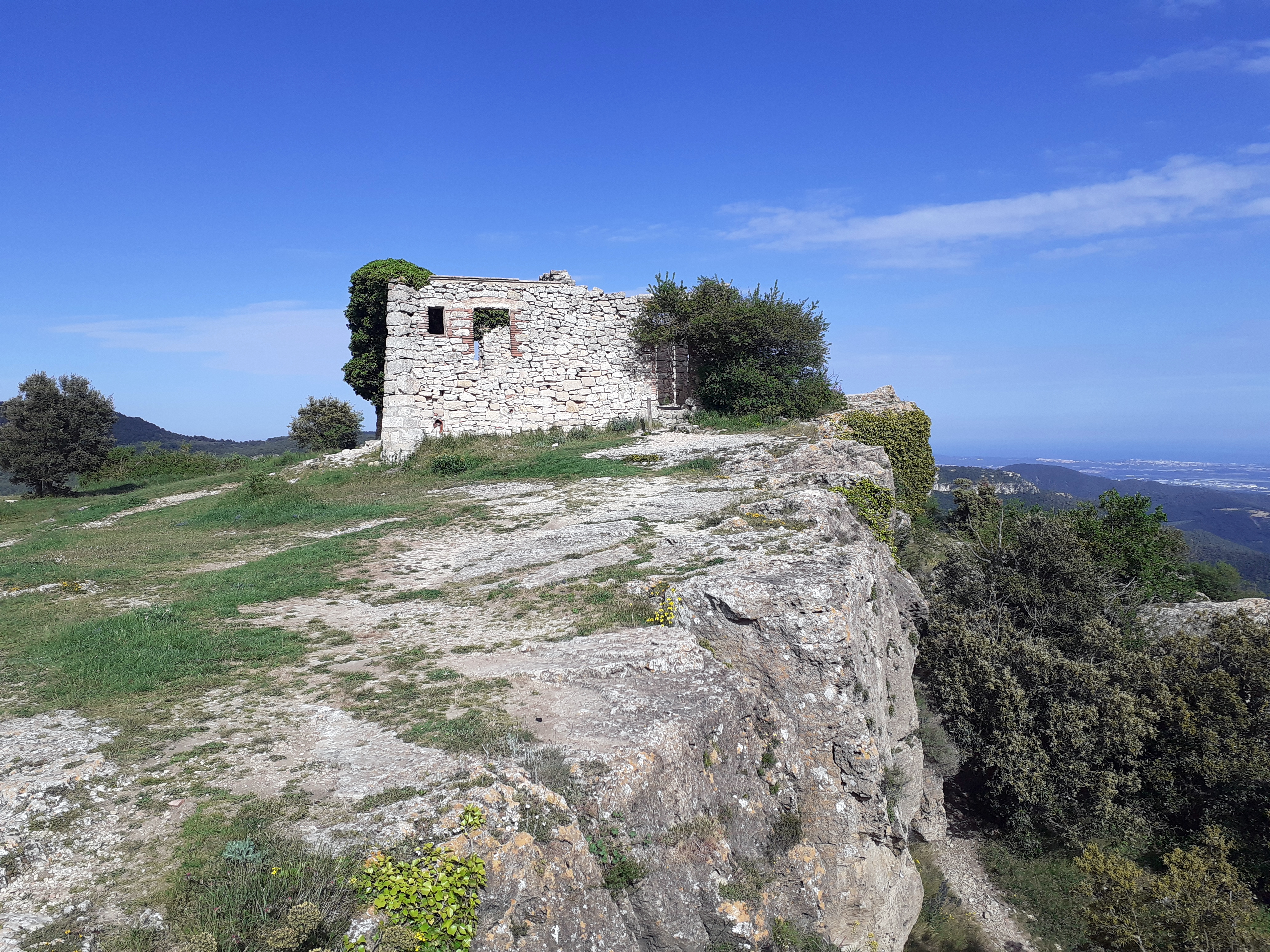
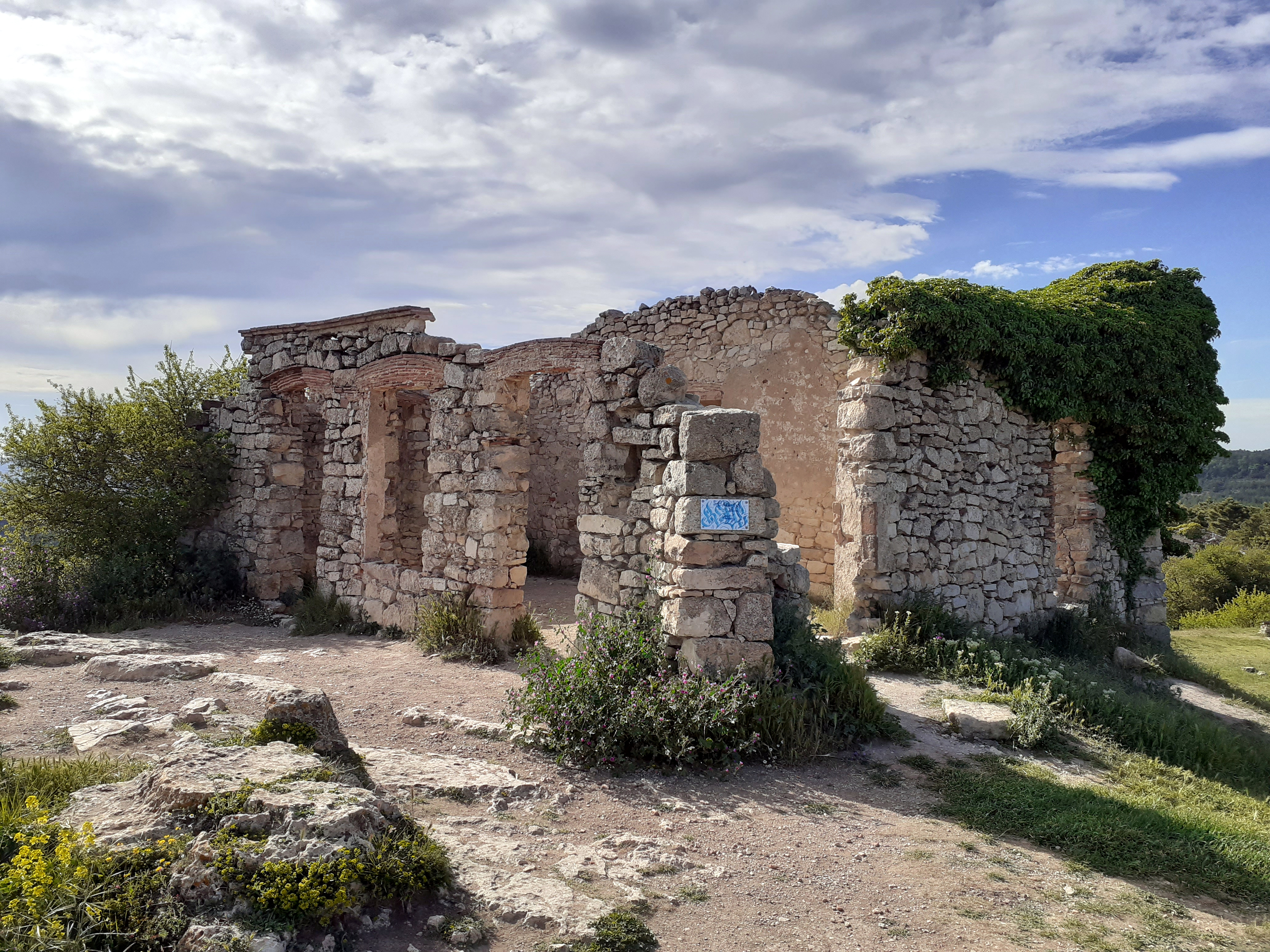
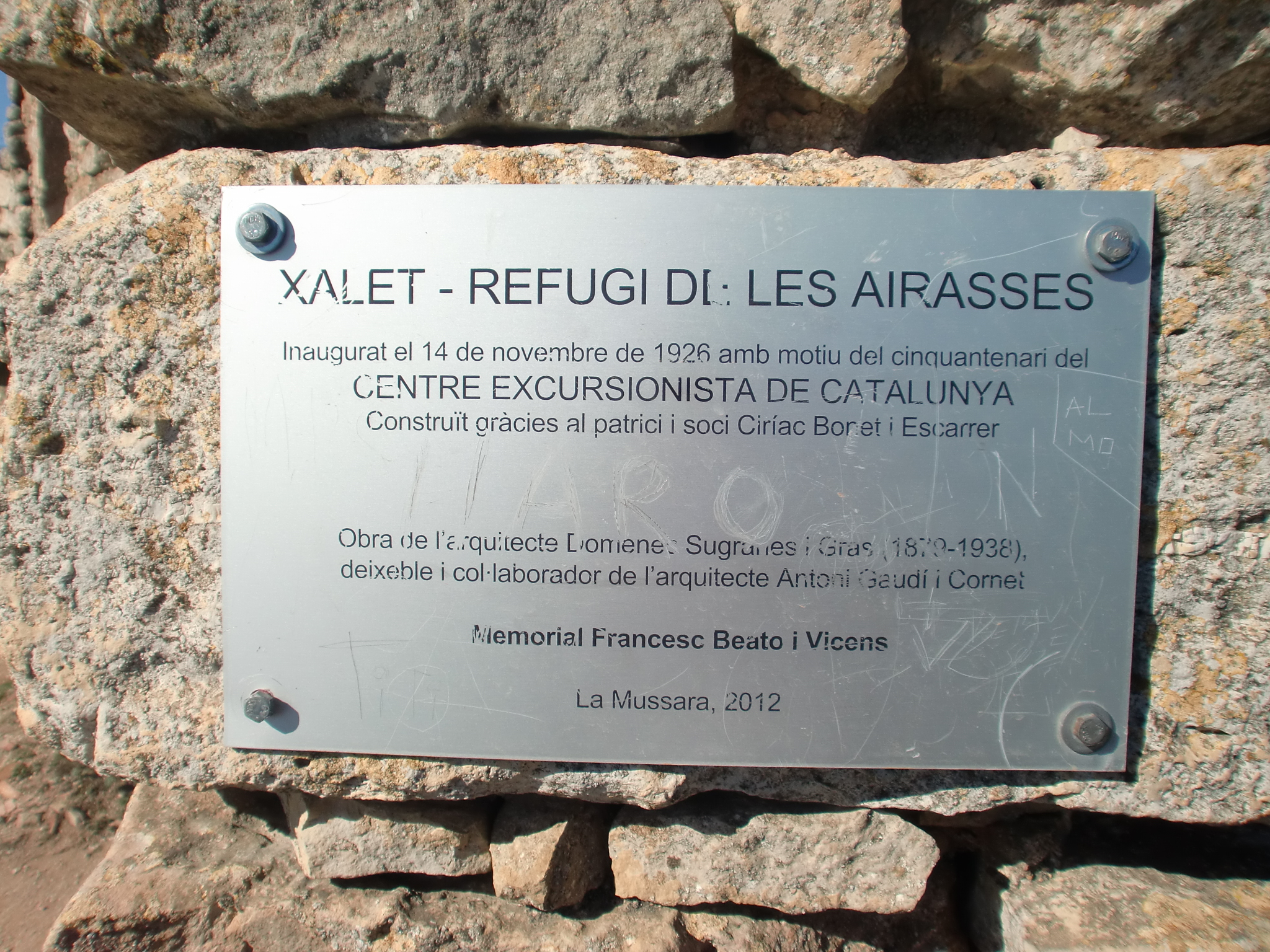